# Fiestas ferales
Se llaman fiestas ferales a las fiestas que celebraban los antiguos paganos durante las cuales se hacía la ceremonia de servir una comida a los difuntos sobre sus sepulturas. 
En Roma, se celebraban el 21 de febrero. Durante estas fiestas que duraban once días seguidos los templos no eran frecuentados ni se ofrecían sacrificios a los dioses. Estaba prohibido igualmente celebrar bodas y los casados debían guardar continencia. Los romanos estaban en la persuasión de que en estos días los muertos andaban errantes en torno de sus sepulturas y que comían los manjares que ponían sobre ellas sus parientes y amigos. Creían asimismo que durante este tiempo cesaban los castigos de los culpables detenidos en Tártaro.